# Beck – Den svaga länken
Beck – Den svaga länken är en svensk film från 2007. Det är den sjätte filmen i den tredje omgången med Peter Haber och Mikael Persbrandt i huvudrollerna. Filmen hade biopremiär den 23 mars 2007 och släpptes på DVD den 22 augusti samma år.

## Handling
En ung kvinna hittas våldtagen och mördad (strypt) en mörk natt i en park. De som gör den fasansfulla upptäckten är flickans egna föräldrar. Plötsligt dyker det upp en man som lämnar konstiga och förvirrade uppgifter om iakttagelser han har gjort i parken. Utredningen faller på Beck och hans kollegor men de ledtrådar man har är få och knapphändiga. En granskning av andra anmälda överfallsvåldtäkter i Stockholm visar att det finns en koppling mellan brottsplatserna och den blå tunnelbanelinjen, "Gettolinan", men få våldtäktsmän är mördare. 

## Om filmen
Filmen hade biopremiär den 23 mars 2007. Ursprungligen var det tänkt att den sista filmen i serien, Beck – I Guds namn, skulle visas på biograferna, men Nordisk film valde istället att satsa på denna film. 

## Rollista
- Peter Haber – Martin Beck
- Mikael Persbrandt – Gunvald Larsson
- Stina Rautelin – Lena Klingström
- Marie Göranzon – Margareta Oberg
- Ing-Marie Carlsson – Bodil Lettermark
- Måns Nathanaelson – Oskar Bergman
- Peter Hüttner – Oljelund
- Ingvar Hirdwall – grannen
- Rebecka Hemse – Inger Beck
- Neil Bourguiba – Vilhelm Beck
- Anki Larsson – Anna Burholm
- Claes Hartelius – Bernhard Burholm
- Nadine Kirschon – Denise Burholm
- Tomas Norström – Jon Ljunggren
- Margreth Weivers – dam på tunnelbanan
- John Axel Eriksson – Lasse Dahlgren
- Omid Khansari – Mehmet Askari
- Peshang Rad – Stefan Radzik
- Bo Höglund – Mats
- Johan Hallström – teknikern
- Sally Frejrud Carlsson – Catrin Boman
- Alexandra Alegren – Hanna Hultinen
- Susanne Thorson – tjej på fest
- Adriana Savin – Maria Gonzales
- Jamil Drissi – Juri Govalenko, svarttaxichaufför
- Harald Hamrell – taxichaufför
- Annika Borg – präst